# 항공정찰
항공정찰(aerial reconnaissance)은 정찰기로 군사전략목표를 위한 정찰활동을 하는 것이다. 이 임무는 항공 사진 촬영, 적의 이동상황 관측, 포병의 포격지점 획득 등 다양한 목적을 위해 수행된다.

## 역사
프랑스 혁명 이후, 프랑스왕은 기구 (비행체)로 적의 동태를 살피는 것에 관심을 가졌다. 쟝 마리 죠셉 쿠텔은 세계 최초의 군용 정찰기인 열기구 르엔트레프레낭(L'Entreprenant)을 제작했다. 영어로 엔터프라이즈다.

## 냉전

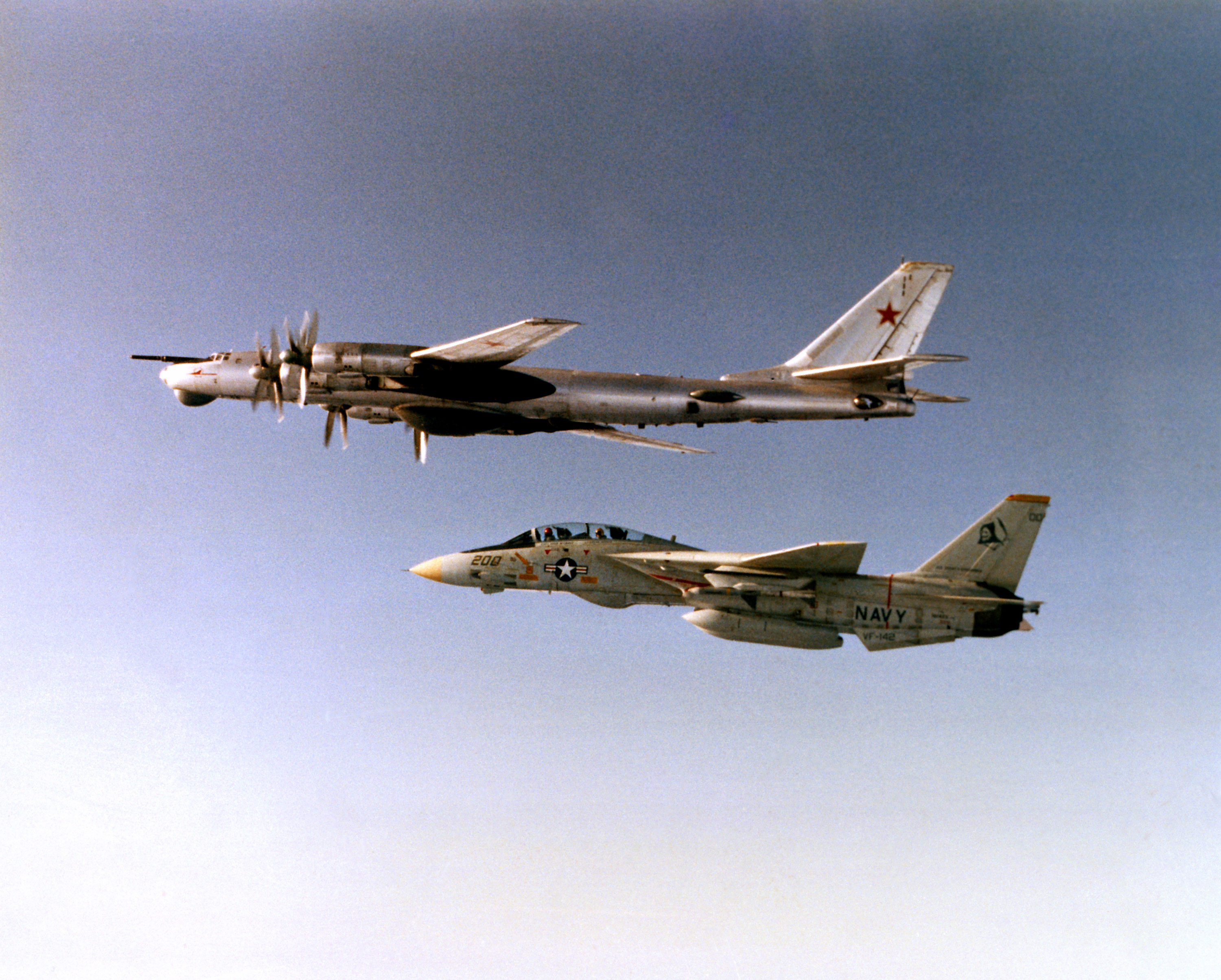
1983년 정찰 비행중인 러시아 Tu-95 전략 폭격기를 미국 해군 F-14 전투기가 근접 감시중이다.

1962년 10월 14일, 미국 공군의 전략정찰기 록히드 U-2가 쿠바에서 건설중이던 소련의 사거리 2,000 km SS-4 준중거리 핵탄도미사일(MRBM) 기지의 사진과, 건설현장으로 부품을 운반하던 선박의 사진을 촬영했다. 쿠바에서 워싱턴 DC는 1,800 km 떨어져 있다. 이로 인해 쿠바 미사일 위기가 발생, 즉각 핵공격이 가능하도록 B-52 전략폭격기 23대가 소련을 타격 가능한 거리에서 순회 비행하고, ICBM 145기도 비상대기 상태를 유지했다.
소련은 냉전 시기 전략핵폭격기를 동원해, 동해 일대를 정찰비행하며 한미일 동맹을 위협했었다.
1969년 4월 15일, 북한 동해에서 EC-121 격추 사건이 발생했다. 북한 공군 미그-21 전투기가 동해상을 정찰비행하던 미국 해군 EC-121 워닝스타 조기경보기를 요격해, 31명 전원이 사망했다. 공해상의 정찰비행은 국제법상 합법이다. 닉슨 행정부는 전술핵을 사용한 보복공격을 검토했다.

## 현대
2001년 4월 1일, 오키나와의 카데나 공군기지에서 이륙하여 중국 인접 공해상을 정찰비행하던 미국 록히드 EP-3 정찰기가 긴급발진한 중국판 미그-21인 J-8 전투기와 충돌해 하이난섬에 불시착하는 하이난섬 사건이 발생했다.
2007년 9월 6일, 1992년 중단된 러시아 공군의 해외 장거리 정찰비행이 15년만에 재개되었다. 알렉산드르 드로부셰브스키 러시아 공군 대변인은 "최신예 장거리 전략 폭격기 Tu-95MC가 6일부터 러시아 영토 밖 정찰 임무를 재개했으며 이번 임무는 항구적으로 지속될 것"이라고 발표했다. 미국도 긴장하고 있는 것으로 알려졌다. 그러나 겉으로는 대수롭지 않다는 반응을 보였다. 미국 국무부 숀 매코맥 대변인은 "러시아가 오래된 비행기를 다시 띄우겠다고 결정했다면 그렇게 하도록 두면 된다."고 말했다. Tu-95MC는 Tu-95MS라고도 불리며, 사거리 5,500 km Kh-102 핵순항미사일 8발을 날개 하부에 장착한다.
2014년 11월, 세르게이 쇼이구 러시아 국방장관은 "장거리 전략 폭격기를 이용해 러시아 국경과 북해까지 정찰 비행을 강화하고 대서양 서부와 태평양 동부, 카리브해, 멕시코만에서도 정찰 비행을 할 것"이라고 밝혔다. 러시아가 냉전시대 감행했던 상시적 정찰비행을 부활시켰다.
2015년 1월 4일, 러시아 국방부는 TU-95를 지원할 수 있는 공중급유기 IL-78의 기지로 베트남 캄란만의 캄란 공군기지를 사용해왔다고 밝혔다.
2015년 3월, 미국 국무부는 베트남 정부에 러시아군의 베트남 캄란만 캄란 공군기지 사용에 우려하며, 사용허가를 중단할 것을 요청했다.
2016년 10월 9일, 나토의 E-3 센트리 조기경보기가 동유럽 정찰비행 1천회를 기록했다. 2014년 3월 러시아가 우크라이나 크림반도를 침략하여 정복한 2014년 크림반도 위기 이후, 매일 1회씩 출격한 것이다. 이러한 무력시위는 "동유럽 국가들에 대한 나토의 강한 연대의 신호를 보내는 것"이라고 나토가 밝혔다.
2018년 7월 13일, 러시아 공군의 Tu-95 전략 핵폭격기 2대가 KADIZ를 침범했다. 침범함 오후 2시 8분부터 이탈한 오후 5시 53분까지 한국 공군의 KF-16, F-15K 10여대가 긴급출격해 근접비행하며 감시했다. 올해 10여회 침범했지만 제주도, 이어도 비행은 처음이다.
전략폭격기의 정찰비행은 "최신 군사정보 수집 목적과 함께 전쟁 준비에 박차를 가하고 있음을 의미한다." 중국 군사전문가 리제(李杰)는 "대만 주변에서의 집중적인 순회비행은 미래 가능한 전쟁 형태에 대비하기 위해 수행하는 필수적 절차"라고 평가한다. 합참 관계자는 "러시아 군용기들은 장거리 비행 숙달 훈련을 실시한 것으로 보인다"며 "일본과 중국의 대응 태세를 떠보려는 목적도 있는 것 같다"고 평가한다.

## 같이 보기
- 항공 사진
- 전방항공통제